# Marquis Jackson
Marquis Jackson, né le 16 septembre 1994 à Cleveland dans l'Ohio, est un joueur américain de basket-ball. Il évolue aux postes de meneur et d'arrière.

## Parcours universitaire
- 2013-2015 :  Tri-C de Cuyahoga CC (NJCAA)
- 2015-2017 :  Trailblazers d'Ohio Christian (NAIA)

## Clubs successifs
- 2017-2018 : sans club
- 2018-2019 :  KFUM Nässjö (Basketligan)
- 2019-2020 :  Union Neuchâtel (SBL)
- 2020-2021 :  Fribourg Olympic (SBL)
- 2021-2022 :  ALM Évreux Basket (Pro B)
- 2022-2024 :  Champagne Basket (Pro B)
- Depuis 2024 :  Saint-Chamond Andrézieux-Bouthéon Basket (Pro B)

## Palmarès
- Champion de Suisse 2021
- Leaders Cup Pro B 2022
- Finaliste des playoffs Pro B 2023
- Finaliste de la Leaders Cup Pro B 2024

## Distinctions
- Meilleur intercepteur de Pro B 2023-2024 (2,6 interceptions/match)
- MVP des finales SBL 2021